# Carl Heinrich Fabian von Reichenbach
Graf Carl Heinrich Fabian von Reichenbach (* 12. November 1778 in Loslau; † 8. Mai 1820 in Oppeln) war ein preußischer Verwaltungsjurist und Regierungspräsident von Oppeln (1816–1820).

## Leben

### Herkunft
Carl Heinrich Fabian Graf von Reichenbach entstammte dem schlesischen Uradelsgeschlecht Reichenbach, das unter preußischer Herrschaft in Schlesien, ab 1742 zu großer Bedeutung als Standesherren und zu reichem Grundbesitz gekommen war. Sein gleichnamiger Vater Carl Heinrich Fabian (1746–1828) war Rittmeister im königlich-preußischen Regiment Gensdarmes (frz. gens d’armes), Legionsrat und Erbherr auf Zessel und Buselwitz im Kreis Oels. Seine Mutter war Ulrike Louise Elisabeth (1752–1783) Gräfin von Burghauss.

### Werdegang
Seine Schulbildung begann in Liegnitz und ab 1792 war er auf dem Pädagogikum in Halle an der Saale. Er studierte Rechtswissenschaften an der Universität in Frankfurt an der Oder. Seit 1798 war er Auskultator beim Berliner Stadtgericht. Nach weiteren Arbeitsstationen wirkte er ab 1809 als Regierungsdirektor in Breslau. Seit 1813 war er Vizepräsident im Regierungsbezirk Breslau und 1816 wurde er zum Regierungspräsidenten in Oppeln ernannt. Den Posten bekleidete er bis zu seinem Tode 1820.